# VK Mornar Split
El VK Mornar Split es un club croata de waterpolo en la ciudad de Split.

## Historia
Entre los integrantes destacados del club se encuentra como entrenador Dragan Matutinović, que posteriormente lo fue de la selección española, plata en las olimpiadas de Barcelona 1992.

## Palmarés
- 4 veces campeón de la Liga de Yugoslavia de waterpolo masculino (1952, 1955, 1956, 1961)
- 1 vez campeón de la Recopa de Europa de waterpolo masculino (1987)